# دیوید کورتیس مانسون
دیوید کورتیس مانسون (انگلیسی: David Curtiss Munson; ۱۹ مهٔ ۱۸۸۴ – ۱۷ سپتامبر ۱۹۵۳) دونده اهل ایالات متحده آمریکا بود.